# Chiostro dello Scalzo
Il chiostro dello Scalzo è un ambiente museale che conserva importante ciclo affrescato in un piccolo chiostro appartenente alla sede di un'antica confraternita parzialmente demolita, al numero 69 di via Cavour a Firenze.
Dal dicembre 2014 il Ministero per i beni e le attività culturali lo gestisce tramite il Polo museale della Toscana, nel dicembre 2019 divenuto Direzione regionale Musei.

## Storia
Piccolo gioiello nascosto della città, era in realtà il portico di accesso per la distrutta chiesa della Compagnia dei Disciplinati di San Giovanni Battista,  detta dello Scalzo perché il portacroce durante le processioni soleva andare a piedi nudi. La chiesa si trovava in parte lungo il tratto dell'attuale strada, che venne aperto solo nel XVIII secolo, e aveva all'altare una Flagellazione di Giovanbattista di Bernardo Mossi, probabilmente dell'ultimo decennio del Cinquecento ed oggi conservata in Casa Vasari ad Arezzo, in cui il pittore coniuga i modelli del primo manierismo fiorentino, inclusi quelli di Andrea del Sarto, con un baroccismo vicino al Vanni.
La costruzione architettonica, semplice e armoniosa, fu progettata da Giuliano da Sangallo, mentre sulle pareti fu interamente affrescato con l'elegante (e meno costosa per i committenti) tecnica del monocromo, un chiaroscuro senza colori.

## Gli affreschi

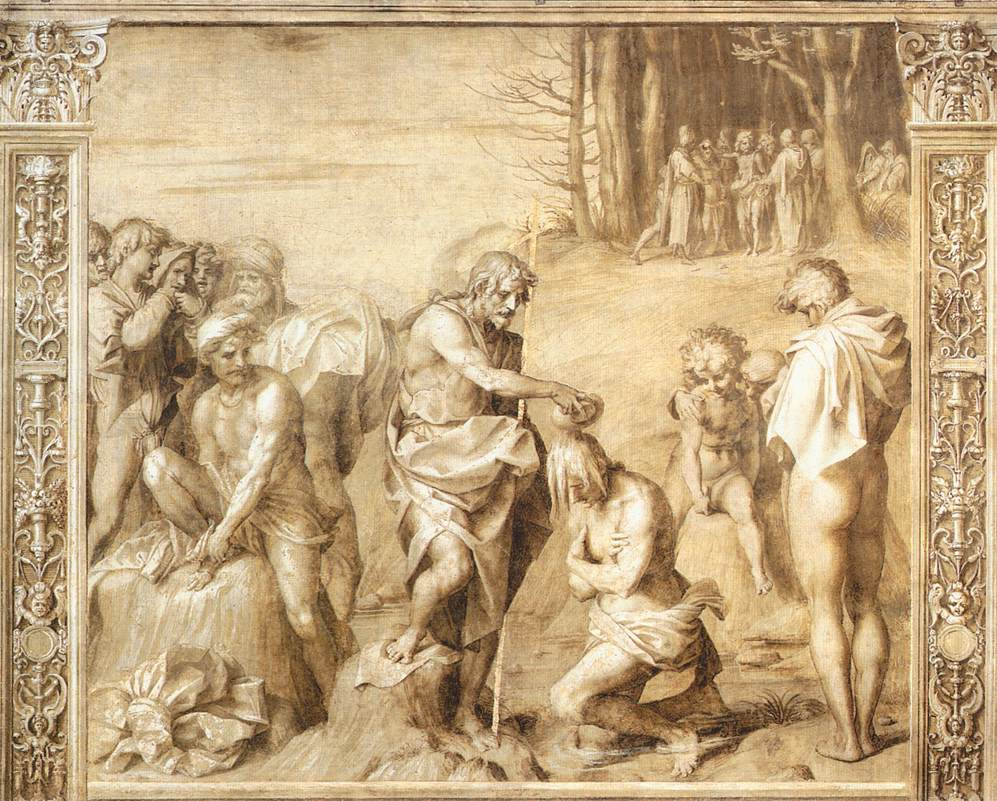
Battesimo delle moltitudini

Il ciclo, fra i più importanti della pittura fiorentina del primo Cinquecento, fu realizzato da Andrea del Sarto, secondo molti il suo capolavoro, il quale lo dipinse durante un lungo arco della sua carriera, fra il 1509 e il 1526: sei degli otto grandi pannelli con le Storie di san Giovanni Battista e le quattro Virtù ai fianchi delle porte accesso: Fede, Speranza, Carità e Giustizia.
Il pittore abitava nei pressi, all'angolo con le attuale via Gino Capponi e via Giusti al numero 24, ed era stato confratello della Compagnia dello Scalzo, per cui vi lavorò a titolo quasi gratuito tra un impegno e l'altro.
L'ampio arco di tempo fra un affresco e l'altro permette di vedere l'evoluzione stilistica dell'artista e, più in generale, della pittura fiorentina di quel secolo: dal Battesimo di Cristo (1509-1510), di sobria impronta leonardesca, dipinta dal maestro giovanissimo, a scene via via più dinamiche, derivate dal confronto con il celebre Michelangelo e con altri coetanei come il Franciabigio, come nella Cattura del Battista del 1517 o nel Battesimo delle moltitudini, in un fastoso stile manierista, armonioso e complesso al tempo stesso, ricco di figure in movimento, spesso nude, e virtuosismi pittorici, che ispirarono tutta la generazione successiva di artisti. Infine gli affreschi del decennio del 1520 sono legati alla sua maturità con figure più solenni e maestose, dai connotati eroici e paralleli al michelangiolismo allora dominante.
Andrea del Sarto doveva essere l'unico esecutore del ciclo, comprese le pitture per esempio nelle fasce di decorazione, anche se nel 1518-1519 vi lavorò al suo posto il Franciabigio, suo amico e collaboratore, che eseguì la Benedizione di san Giovanni che parte per il deserto e l'Incontro di Cristo con san Giovanni Battista: Andrea infatti si era trasferito in Francia con l'intento di stabilirvisi, ma una volta rientrato a Firenze riprese la direzione dei lavori.

## Il ciclo affrescato

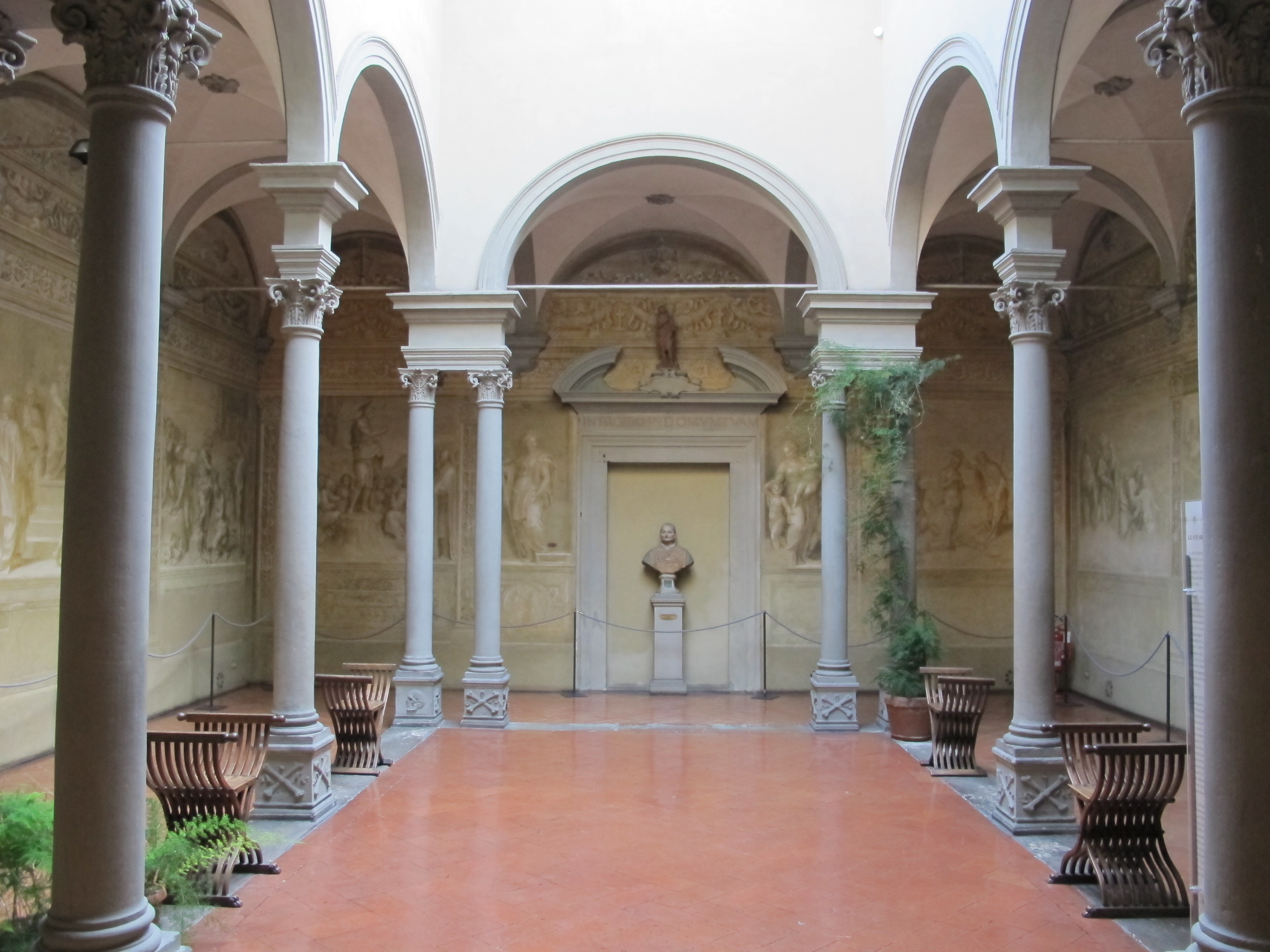
Interno

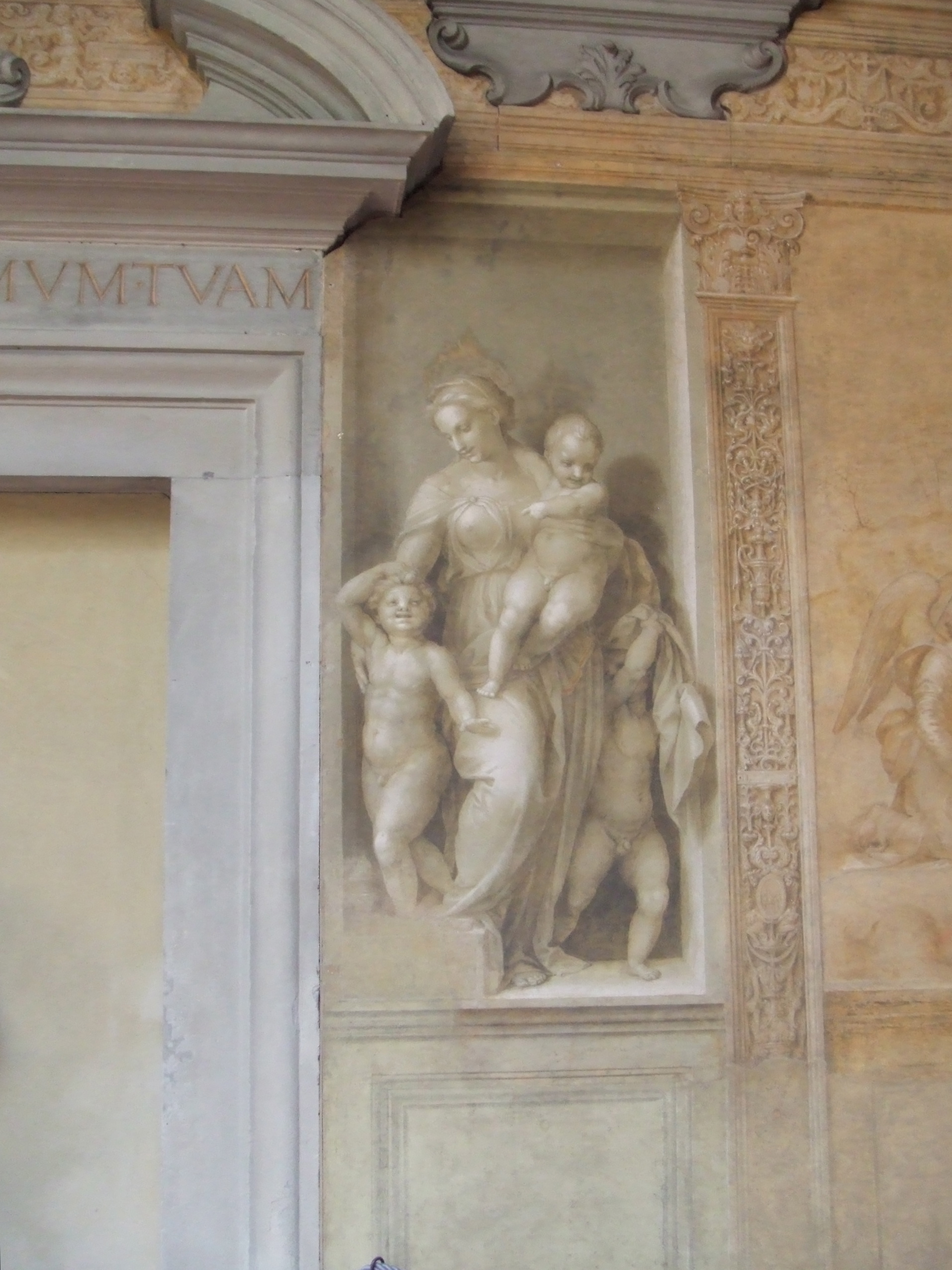
La Carità

L'ordine delle scene è molto diverso dall'ordine di realizzazione cronologico, con le scene centrali che sono le più antiche; ove non specificato l'autore è da intendersi Andrea del Sarto.
1. Fede, 1523
2. Annuncio dell'angelo a Zaccaria, 1523
3. Visitazione, 1524
4. Imposizione del nome al Battista, 1526
5. Benedizione di san Giovannino che parte per il deserto, Franciabigio, 1518-19
6. Incontro di Cristo e san Giovannino, Franciabigio, 1518-19
7. Battesimo di Cristo, 1509-10
8. Carità, 1513
9. Giustizia, 1515
10. Predica del Battista, 1515
11. Battesimo delle genti, 1517
12. Cattura del Battista, 1517
13. Danza di Salomè, 1522
14. Decollazione del Battista, 1523
15. Banchetto di Erode, 1523
16. Speranza, 1523